# Arcilasisa sobria
Arcilasisa sobria är en fjärilsart som beskrevs av Walker 1867. Arcilasisa sobria ingår i släktet Arcilasisa och familjen nattflyn. Inga underarter finns listade i Catalogue of Life.